# Петрушин, Николай Фёдорович
Николай Федорович Петрушин (14.02.1932 — 23.12.2024) — механизатор совхоза им. Чехова Урицкого района Кустанайской области Казахской ССР. Герой Социалистического Труда (19.03.1947).

## Биография
Родился в 1932 году в селе Акчакуль Сарыкольского района Костанайской области.
Инвалид с детства — с одной левой ногой, правую — заменял самоизготовленный костыль.
В Великую Отечественную войну после окончания 4 классов сельской школы начал трудовую деятельность, а в 15 лет сдал экзамен и получил права на управление трактором. В послевоенные годы нужно было кормить семью: с 15 лет зарабатывал трудодни в колхозе. Потом — целина! Он приспособился управляться и с трактором, и с комбайном.
С 1955 года стал трудиться механизатором в совхозе имени Чехова Сарыкольского района Кустанайской области.
Николай Петрушин вспоминал:

Я никогда и ни у кого не просил помощи. Нужно было заменить головку блока двигателя — менял, в одиночку поднимал на мостик комбайна. Как и аккумулятор. Самостоятельно разбирал и собирал комбайн или трактор. Ножное управление техникой частично переводил на ручное. К примеру, педаль сброса соломы из копнителя переделывал в рычаг. Чаще меня звали на помощь…
Подготовленных людей в ту пору не хватало. Наверно, можно было найти место потеплее, чем открытый всем ветрам мостик прицепного комбайна «Сталинец»…время было другое: о рэкетирах и валютных проститутках мы тогда не слыхивали, а вот «Повесть о настоящем человеке» наизусть учили. Маресьев без двух ног на боевых самолетах летал, а я что, с одной ногой с комбайном не управлюсь?..— https://www.ng.kz/modules/newspaper/article.php?numberid=100&storyid=6363Архивная копия от 13 июля 2020 на Wayback Machine
В 1964 году намолотил 16 тысяч центнеров зерна и установил рекорд Кустанайской области.
Указом Президиума Верховного Совета СССР от 23 июня 1966 года за успехи, достигнутые в увеличении производства и заготовок пшеницы, ржи, гречихи и других зерновых и кормовых культур, а также высокопроизводительное использование техники Петрушин Николай Федорович удостоен звания Героя Социалистического Труда с вручением ордена Ленина и золотой медали «Серп и Молот».
Звезду Героя Соцтруда вручал Кунаев, Динмухамед Ахмедович. 23 февраля 1968 года он занесен в Золотую Книгу Почета Казахской ССР.
Вышел на пенсию в 2000 году, отработав на последнем тракторе 15 лет. Переехал жить к сыну в Джамбул.
В последнее время жил в посёлке Жамбыл Костанайский район Костанайской области.
Скончался 23 декабря 2024 года, похоронен на кладбище посёлка Жамбыл.

## Награды
- Золотая медаль «Серп и Молот» (23.6.1966);
- орден Ленина (23.6.1966)
- Медаль «В ознаменование 100-летия со дня рождения Владимира Ильича Ленина»
- Медаль «За доблестный труд в Великой Отечественной войне 1941—1945 гг.»
- Медаль «За освоение целинных земель» (1957)
- медалями Выставки достижений народного хозяйства
- и другими
- Отмечен Грамотами и дипломами.

## Память
- Его портрет в зале почёта ВДНХ СССР.